# Jeleń (Czesławice)
Jeleń – przysiółek osady Czesławice w Polsce, położony w województwie wielkopolskim, w powiecie wągrowieckim, w gminie Gołańcz.
W latach 1975–1998 przysiółek administracyjnie należał do województwa pilskiego.